# Приль, Людмила Николаевна
Людмила Николаевна Приль (30 ноября 1959, Караганда) — российский историк, архивист, этнолог. Кандидат исторических наук.

## Биография
В 1982 году окончила исторический факультет Томского госуниверситета.
По окончании исторического факультета ТГУ в 1982 года направлена на работу в Коларовский филиал Томского областного краеведческого музея. С 20 июня 1986 года занимала должность заведующей Коларовским историко-этнографическим филиалом.
С 1994 года активно занималась исследовательской деятельностью, связанной с атрибуцией старообрядческой коллекции, привезённой в 1984 году. В 2002 году защитила кандидатскую диссертацию по теме «Старообрядческие общины Прикетья и Причулымья в конце ХIХ-80-е годы XX века (опыт реконструкции жизнедеятельности)»
В апреля 2002 года начала работать в Центре документации новейшей истории Томской области. С 2002 по 2006 годы возглавляла сектор использования и публикации документов, с 2007 года является заместителем директора архива. В период с 2009 по 2013 годы исполняла обязанности директора архива.
Регулярно выступала на научно-практических конференциях с докладами по проблемам использования документов в государственных архивах и результатах изучения выявленных ею документов.

## Награды
- медаль «За заслуги перед городом» (400-летию Томска; 2004)[1]
- благодарность Архивного управления Томской области за активную работу в сфере использования документов архива (2005)[1]
- 2008 — архивист года (Архивное управление Томской области)[1]
- знак «Почётный архивист» (30 октября 2019)[4]

## Публикации
статьи
- С любовью к родному краю: выставка собирателя предметов старины в гостях у его земляков (О коллекции предметов извозного промысла сибирского собирателя И. К. Мартемьянова, пополнившая фонды Томского областного краеведческого музея) // Красное знамя. — 1983. — 4 авг — Электронный ресурс: vital.lib.tsu.ru.
- Разведки в бассейне Качармы // Археологические открытия 1984 года. — М.: 1986. — С. 199.
- «Островной летописец» // Труды Томского государственного объединенного историко-архитектурного музея: Сб. статей. — Томск: Изд-во Том. ун-та, 1995. — Т. VIII. — С. 183—222.
- Аспекты старообрядческого дневника: «Божий мир» и «апостольская» община // Труды Томского государственного объединенного историко-архитектурного музея / отв. ред. Я. А. Яковлев. — Томск : Изд-во Томского ун-та, 1996. — Т. 9. — С. 150—161 — Электронный ресурс: vital.lib.tsu.ru.
- Комментарий к дневнику члена старообрядческой общины // Труды Томского государственного объединенного историко-архитектурного музея / отв. ред. Я. А. Яковлев. — Томск : Изд-во Томского ун-та, 1996. — Т. 9. — С. 161—164 — Электронный ресурс: vital.lib.tsu.ru.
- Была честь, да не умел есть // Земля парабельская: Сборник научно-популярный очерков к 400-летию Нарыма / Отв. Ред. Я. А. Яковлев. — Томск: Изд-во Том. Ун-та, 1996. — С. 190—205. — Электронный ресурс: vital.lib.tsu.ru.
- Образ мира в бытовом дневнике старообрядца // Исторический источник: Человек и пространство: Тез. докл. и сообщений науч. конф. Москва, 3-5 февр. 1997 г. / О. М. Медушевская, И. Н. Данилевский и др.; РГГУ. И. А. И. Каф. источниковедения и вспомогат. ист. дисциплин; РАН. Археогр. комис. — М. 1997. — С. 97-99.
- Дитя — «пленительная миниатюра» // Земля верхнекетская: Сборник научно-популярный очерков к 60-летию Верхнекетского района / Отв. Ред. Я. А. Яковлев. — Томск: Изд-во Том. Ун-та, 1997. — С. 224—238.
- «Чужих там не было» // Томский вестник, 21. 07. 1998
- Староверы: пространство, путь, дорога // Русские старожилы. Материалы III-го Сибирского симпозиума «Культурное наследие народов Западной Сибири» (11-13 декабря 2000 гг., Тобольск). Тобольск — Омск: ОмГПУ, 2000. — С. 195—197.
- Об Александре Федоровиче Плотникове // Труды Томского областного краеведческого музея: Сб. статей / Я. А. Яковлев.- Томск: Изд-во Том. Ун-та, 2000. Т. X. — С. 52-60.
- Староверы Причулымья: факторы освоения территории // Пространство культуры в археолого-этнографическом измерении. Материалы XII Западно-сибирского археолого-этнографического совещания. 4-6 апреля 2001 г. Томск, 2001. — С. 183—185.
- Женские записки и дневники в «заимочной» коллекции ТОКМ // III Межрегиональная научно-практическая конференция «Музей и город — 2001» Северск, 18-20 мая 2001. — Северск, 2001. — С. 201—204.
- «Сосуд священных слуга да не прикоснется» // III Международная научн-практ. конференция «Старообрядчество: история и современность. Местная традиция. Русские и зарубежные связи». 26-28 июня 2001 г. Улан-Удэ. — С. 356—359.
- «Заимочная» коллекция ТОКМ: проблемы атрибуции и каталогизации // Роль научных учреждений и музеев в деле сохранения, популяризации и использования культурного наследия народов Сибири. Материалы Научного совета музеев Сибири. — Омск, 2001. — С. 47-54.
- Социокультурный контекст одной инвективы староверов // Язык и общество на пороге нового тысячелетия: итоги и перспективы. Тезисы докладов международной конференции. Москва, 23-25 октября 2001. — М.: Эдиториал УРСС, 2001. — С. 202—203.
- Из земли Пермской в Сибирь с идеей самодостаточности // Старообрядческий мир Волго-Камья: Проблемы комплексного изучения: Материалы научной конференции. — Пермь, 2001. — С. 248—256.
- Староверы — «чашники»: проблема «своих» и «чужих» // Культурологические исследования в Сибири. — Омск: Издательство Омск. Педагогическ. Ун-та, 2001. — N 2 (6). — С. 108—117. 2002.
- Информативность вещественного источника: мифы и реальность // Труды Томского областного краеведческого музея: Сб.статей / Л. И. Боженко. — Томск: Изд-во Том. Ун-та, 2002. Т. XII. — С. 214—217;
- «Знамения и образы» заимочной коллекции (к проблеме вещественного воплощения идей и смыслов) // Музей, традиции, этничность: XX—XXI вв. Материалы Международной научной конференции, посвященной 100-летию Российского этнографического музея. — СПБ; Кишинев: Nestor-Historia, 2002. — С. 122—127.
- Вещи и смыслы: опыт прочтения текста культуры // Музейные фонды и музейные экспозиции в научно-образовательном процессе. — Томск: Изд-во ТГУ, 2002. — С. 269—284.
- Истоки и функции «чашничества» у старообрядцев // Образование в Сибири: Актуальные проблемы истории и современность. — Томск: изд-во ТГПУ, 2002. — С. 150—154.
- Микросоциум в лицах: Наталья Коновалова // Книга и литература в культурном контексте. Новосибирск, ГП НТБ, 2001.
- Императивы культуры: трансформация опыта группы в вещественную реальность (на примере старообрядческой коллекции ТОКМ) // Конференция грантополучателей программы «Межрегиональные исследования в общественных науках». СПб, 18-20 декабря 2002.
- Дорога Томск — Енисейск — путь к океану // День Добрый, субботний выпуск газеты «Томский Вестник», 3 августа 2002. — № 30 (2701).
- О Центре документации новейшей истории Томской области // Новосиб. арх. вестн. — 2002. — № 9. — С. 65-67.
- «Беседа» староверов: функции социального// Этнография Алтая и сопредельных территорий. Материалы междунар. науч.-практ. конф. Вып. 5. / Под ред. М. А. Демина, Т. К. Щегловой. — Барнаул: Изд-во Барнаульского гос. пед. ун-та, 2003. — 324 с. — C. 193—198.
- «Крест да пояс — заповедь божья» // Этнография Алтая и сопредельных территорий. Материалы междунар. науч.-практ. конф. Вып. 5. / Под ред. М. А. Демина, Т. К. Щегловой. — Барнаул: Изд-во Барнаульского гос. пед. ун-та, 2003. — 324 с. — C. 198—199.
- Зариф Гайсин как идеолог национального образования (по материалам ЦДНИ ТО) // Мультикультурность и образование: Материалы межрегиональной научно-практической конференции с международным участием. — Томск: Изд-во «Курсив», 2003. — С.74-83.
- Документ о документе // Информационно-методический бюллетень Архивного управления Администрации Томской области. 2003 г. — № 14. — С. 60-62.
- Информационный потенциал источников УФСБ по Томской области и проблемы изучения жизнедеятельности старообрядческих общин // Документ в меняющемся мире: Материалы Первой Всероссийской научно-практ. конференции / Под ред. профессора Н. С. Ларькова. — Томск: Изд-во Том. ун-та, 2004 г. — 318 с. — С. 211—215 — Электронный ресурс: vital.lib.tsu.ru.
- Научно-практическая конференция в Томске «Документ как форма актуализации социальной памяти в условиях перехода к информационному обществу», 27-28 нояб. 2003 г. // Отечественные архивы. 2004. — № 2. — С. 128—130. (в соавторстве с Н. С. Ларьковым)
- Научно-практическая конференция «Документ как форма актуализации социальной памяти в условиях перехода к информационному обществу» // Информационно-методический бюллетень Архивного управления Администрации Томской области. 2004. — № 15. — С. 47-51. (в соавторстве с Н. С. Ларьковым)
- Документ о документе. И.Севенард и другие // Информационно-методический бюллетень Архивного управления Администрации Томской области. 2003 г. — № 14. — С. 60-62.
- Два взгляда на организацию высшего педагогического образования в Томске (1927 г.) // Образование в Сибири: Актуальные проблемы истории и современности: Материалы конференции: В 2 тт. Т.2. Томск: Изд-во Том. гос. пед. ун-та, 2004. — С. 163—169.
- Документальная выставка: к проблеме специфики жанра // Информационно-методический бюллетень Архивного управления Администрации Томской области. 2004 г. — № 15. — С. 75-79.
- Маньчжурия — Томск — Синцзян // Наука в Сибири. 2004. — № 28 (Июль). — С. 10.
- К вопросу о роли личности архивиста в истории архива (М. И. Чугунов) // Новосибирский архивный вестник. Архивы Сибири. История и современность. Материалы региональной научно-практической конференции 22 марта 2005 г. — Новосибирск, 2005. — С. 110—116.
- Был ли в Томске в эвакуации иридиево-платиновый килограмм? // Репутация и качество. 2005. — № 1 (6). — С. 29.
- Снег — белый, чум — красный // Северные просторы. 2004—2005. — С. 118—123.
- Староверы: этноформирующий потенциал конфессиональности // Народы Евразии. Этнос, этническое самосознание, этничность: проблемы формирования и трансформации. — Новосибирск: Изд-во СО РАН, 2005. — С. 124—135.
- История сибирской метрологии: томский период // Информационно-методический бюллетень Архивного управления Администрации Томской области. 2005. — № 16. — С. 114—122.
- Ново-Архангельский скит по документам томских архивов // Документ в парадигме междисциплинарного подхода. Материалы Второй Всероссийской научно-практ. конференции / Под ред. профессора О. А. Харусь. — Томск: Изд-во Том. ун-та, 2006. — С. 321—325 — Электронный ресурс: vital.lib.tsu.ru.
- Г. С. Батеньков и Томск: новые документы о владельцах дачи Бессер-Зин // Человек — текст — эпоха: Сб. науч. статей и материалов. — Вып.2: Современные проблемы источниковедения / Под ред. В. П. Зиновьева, Е. Е. Дутчак. — Томск: Изд-во Том. ун-та, 2006. — 296 с. — С. 236—240 — Электронный ресурс: vital.lib.tsu.ru.
- Персоналистский подход к изучению ислама в Сибири. Зариф Гайсин: новые источники к биографии // Сибирь на перекрестье мировых религий: Материалы Третьей межрегион. конф. / Новосиб. гос. ун-т. — Новосибирск, 2006. 310 с. 120—122.
- Поверяя прошлое: новые источники об издании антибольшевистских листовок в Ново-Архангельском скиту // Вестник НГУ. Серия: История, филология. 2006. Том 5, выпуск 3: Археология и этнография (приложение 1). — С. 140—152.
- Кочевые политшколы у эвенков р. Кети: цели, методы и результаты // Труды Института теории образования ТГПУ / Под ред. В. А. Дмитриенко. Вып. 2. Томск: Изд-во ТГПУ, 2006. — С. 312—323.
- Обучение северо-корейских студентов в томских вузах // Российские корейцы: история и современные проблемы. Мат-лы Всероссийской научной конференции (24 сент. 2004 г.) — Томск: Изд-во Том. ун-та, 2006. — 134 с. — С. 83-86.
- История томского старообрядчества: епископы и обители // Территория согласия. Журнал о жизни народов Томской области. — Томск. — 2006. — № 1 (10). — С. 46-48.
- Земной путь старообрядческого епископа Амфилохия (Журавлева) в 1873—1937 гг. // Гуляевские чтения. Вып.2. Материалы пятой и шестой историко-архивных конференций — Барнаул. 2007. — С. 167—177.
- Ф. Е. Мельников: вехи сибирской биографии // Старообрядчество. История, традиция, современность. — М., 2007. — С. 72-86.
- Таежные обители. Белокриницкие женские монастыри Томской области в 1920—1930-х гг. // Старообрядец. Современность, история и культура древлеправославия. — Н. Новгород. — 2007. — Февраль (№ 38). — С. 7, 13; — Май (№ 39). — С. 9, 23.
- После ликвидации Никольского монастыря: история миасской женской общины в Нарымском крае // Остров веры. 2007. Миасс. (47 000. зн.)
- Старообрядчество в Сибири // Сибирь. Атлас Азиатской России / СО РАН, Институт археологии и этнографии СО РАН, Институт истории СО РАН, Дво РАН, УрО РАН, МГУ им М. В. Ломоносова, РГИ культурного и природного наследия им. Д. С. Лихачева, Институт географии РАН, Институт этнологии РАН; рук. проекта А. П. Деревянко. Новосибирск; Москва: Феория, 2007. — 863 с. (в соавторстве с Е. Ф. Фурсовой)
- Старообрядцы Алтая и Зауралья // Сибирь. Атлас Азиатской России / СО РАН, Институт археологии и этнографии СО РАН, Институт истории СО РАН, Дво РАН, УрО РАН, МГУ им М. В. Ломоносова, РГИ культурного и природного наследия им. Д. С. Лихачева, Институт географии РАН, Институт этнологии РАН; рук. проекта А. П. Деревянко. Новосибирск; Москва: Феория, 2007. — 863 с. в соавторстве с Е. Ф. Фурсовой)
- К характеристике белокриницких обителей Томской области в 1920—1930-х гг. // Традиционная книга и культура позднего русского средневековья. Труды Всероссийской научной конференции к 40-летию полевых археографических исследований МГУ им. М. В. Ломоносова (Москва, 27-28 октября 2006 г.) /Отв. редактор И. В. Поздеева): в 2 ч. Ярославль: Ремдер, 2008. Ч. 2. — С. 194—217.
- Жизненное пространство староверов Среднего Приобья: женские стратегии освоения // Этнография Алтая и сопредельных территорий: Материалы международ. науч. конф. Вып. 7. / Под ред. Т. К. Щегловой, И. В. Октябрьской. — Барнаул: БГПУ, 2008. — 504 с. — С. 479—484.
- Доступ к архивным документам: проблемы архивистов и пользователей // Общество и архивы: диалог, открытость, перспективы. Материалы международной научной конференции, 26 сентября 2008 г. — Петрозаводск: Изд-во ПетрГУ, 2008. — С. 9—14.
- Выставка из фондов ОГУ «Центр документации новейшей истории Томской области»: «Неотложная архивная помощь»: [справочная работа архива] / Л. Н. Приль // Информационно-методический бюллетень Архивного управления Администрации Томской области. — 2008. — № 20. — С. 81-82
- О выставке документов ОГУ «Центр документации новейшей истории Томской области» к 90-летию Комсомола, 27 окт. 2008 г. // Информационно-методический бюллетень Архивного управления Администрации Томской области. — 2008. — № 21. — С. 37.
- Плют Михаил Андреевич // Энциклопедия Томской области. т.2. «Н — Я». — Томск: Изд-во Том. ун-та, 2009. — ISBN 978-5-7511-1917-1. — С. 580. (в соавторстве с Н. Е. Мороковой) — Электронный ресурс: vital.lib.tsu.ru.
- Доступ к архивным документам: проблемы архивистов и пользователей: сообщ. на НМС арх. учреждений СФО, 5-6 авг. 2009 г., г. Горно-Алтайск // Новосибирский архивный вестник. 2009.- № 28. — С. 111—116.
- Об итогах конкурса «Архивист года — 2009» [в Томск. обл.] // Информационно-методический бюллетень Архивного управления Администрации Томской области. — 2009. — № 22.- С. 64-66. (в соавторстве с А. В. Сидоркиным)
- Томский регион в сибирском и общенациональном социокультурном пространстве // Очерки истории Томской культуры. — Томск, 2010 — С. 6-8
- О пребывании китайской армии в Томске // Начало века. Литературный и краеведческий журнал. — Томск, 2010. — № 4. — С. 185—194.
- Из истории томской метрологии в годы Великой Отечественной войны // Документ как социокультурный феномен. Сборник материалов IV Всероссийской научно-практической конференции с международным участием. — Томск: ТГУ, 2010. — С. 488—491.
- Об опыте организации архивами Томской области подготовительных работ к паводковой чрезвычайной ситуации // Информационно-методический бюллетень Архивного управления Администрации Томской области. — 2010. — № 23. — С. 88-91. (в соавторстве с А. Г. Караваевой)
- Практическое занятие [в ЦДНИ ТО] с учителями истории «Томск в военном лихолетье» // Информационно-методический бюллетень Архивного управления Администрации Томской области. — 2010. — № 23. — С. 119—120.
- Использование информационных технологий в работе с документами по личному составу [в ЦДНИ Томск. обл.]: задачи, способы решения, отчетные показатели : сообщ. на заседании НМС арх. учреждений СФО, 4-5 сент. 2011 г., г. Абакан // Новосиб. арх. вестн. — 2011. — № 35. — С. 154—158.
- Женские тексты таежной общины — изолята: к проблеме смысла и содержания // Человек — текст − эпоха: материалы и исследования, издательство Томского государственного университета. — Томск, 2011. — Вып. 5.
- Немыцкая Надежда Яковлевна — музейный деятель, директор ТОКМ в 1986—1996 гг. // Томские музеи. Краеведческий музей им. М. Б. Шатилова. Муниципальные музеи : материалы к энциклопедии «Музеи и музейное дело Томской области» Томск, 2012. — С. 259—262
- По труду и честь // Томск в судьбе Героев: Краткий биографический справочник Героев Социалистического Труда и полных кавалеров ордена Трудовой Славы [Текст] / Сост. Н. Б. Морокова. — Томск: Издательство «Ветер», 2013. — 288 с. — C. 3-10
- Тюменский урок деловой переписки (творческое наследие Ю. Г. Эрвье) // Недра и ТЭК Сибири. 2014. — № 12. — Л. 35
- Региональные архивы и музеи: место в системе современных институтов памяти // Фундаментальная наука: проблемы изучения, сохранения и реставрации документального наследия: материалы Междунар. науч. конф., 4-7 июня 2013 г., г. Москва, Архив РАН / отв. ред. В. Ю. Афиани; Науч. совет РАН по комплексной проблеме «История Российской Академии наук»", Архив Российской академии наук. — М.: Архив РАН, 2013. — С. 423—425.
- Об опыте работы областного государственного казенного учреждения «Центр документации новейшей истории Томской области» по предоставлению государственных услуг в соответствии с Федеральным законом от 27 июля 2010 года № 210-ФЗ «Об организации предоставления государственных и муниципальных услуг»: докл. на заседании Науч.-метод. совета архивных учреждений СФО, 26 сент. 2012 г, г. Томск // Новосиб. арх. вестн. — 2013. — № 38. — С. 141—143.
- Всякий экспромт должен быть хорошо подготовлен // Недра и ТЭК Сибири. — 2015. — № 2.
- Начать эксплуатацию! К истории разработки Советско-Соснинского месторождения // Недра и ТЭК Сибири. — 2015. — № 6. — Л. 25-27.
- Время героев : борьба за томскую нефть. // Недра и ТЭК Сибири. — 2015. — № 7. — Л. 18-23.
- Этот многоликий Госплан // Недра и ТЭК Сибири. — 2015. — № 9 (111) — Л. 20-21.
- Документы по личному составу как информационный ресурс (из опыта работы ЦДНИ ТО) // официальный сайт ЦДНИ ТО, 13 декабря 2015
- [Рецензия] // Отечественные архивы. — 2019. — № 1. — С. 107—110 (в соавторстве с Н. С. Ларьковым)

редакция и составление
- История ТИСИ — ТГАСУ в документах и материалах. Сб. документов / Ред. кол. Л. Н. Приль и др. — Томск: Изд-во ТГАСУ, 2002. — 132 с.
- Кто был для фронта мал… : сборник документов и материалов / [сост.: Марков В. И., Приль Л. Н., Тренин Б. П. ; редкол.: Тренин Б. П. (отв. ред.) и др. ]. — Томск : [б. и.] , 2003. — 421 с.
- История ТИСИ — ТГАСУ в документах и материалах. Вып.2. Сб. документов / Ред. кол. Л. Н. Приль и др. — Томск: Изд-во ТГАСУ, 2005. — 346 с.
- Томск в судьбе героев. Краткий биографический справочник Героев Советского Союза и кавалеров Ордена Славы I степени / Ред. кол. Л. Н. Приль и др. — Томск, 2005. — 168 с.
  - Томск в судьбе героев: Краткий биографический справочник Героев Советского Союза и кавалеров ордена Славы 1 степени / Сост. Н. Б. Морокова, Ред. коллегия М. В. Максимов, Л. Н. Приль. 2-е изд., доп. и испр. — Томск: Изд-во Ветер, 2010. — 208 с.
- Последнее пристанище — томская земля. Книга памяти умерших в госпиталях Томска в 1941—1945 гг. / Ред. кол. Л. Н. Приль и др. — Томск, 2005. — 48 с.
- Моя малая родина (из истории Заистока). Вып.3. Солдатские судьбы: Сборник документов и материалов об эвакогоспиталях Томска / Ред. кол. Л. Н. Приль и др. — Томск: Изд-во Том. Ун-та, 2005. — 236 с.
- История движения студенческих строительных отрядов Томской области (1963—2004 гг.): Сб. документов и материалов / Отв. ред. А. А. Фрицлер, Ред. кол. Л. Н. Приль и др. — Томск: Изд-во Том. ун-та, 2005. — 392 с. — 500 экз. — ISBN 5-7511-1902-9.
- Томский государственный педагогический институт в годы Великой Отечественной войны (1941—1945): Сборник документов и материалов. / Ред. кол. Л. Н. Приль и др. — Томск: Изд-во ТГПУ, 2007. 212 с. ил. ISBN 9785894282619.
- История Томского авиационного клуба (1909—2007). Сб. документов и материалов. / Ред. кол. Л. Н. Приль и др. — Томск: Издательство «Красное знамя», 2007. — 488 с. — 500 экз. — ISBN 978-5-9528-0057-1.
- Музей-усадьба сельского торговца в с. Селиярове : (филиал Музея природы и человека в г. Ханты-Мансийске) : каталог музейного собрания /авт.-сост.: Е. А. Малофиенко, Л. Н. Приль, Я. А. Яковлев; под ред. Я. А. Яковлева; фото А. Н. Кондрашёва ; Деп. культуры и искусства Ханты-Манс. автоном. округа — Югры, Гос. музей природы и человека (г. Ханты-Мансийск). — Ханты-Мансийск : [б. и.] , 2008. — 199 с.
- История Югры в документах из Томска (Центр документации новейшей истории Томской области) / Отв. ред. Л. Н. Приль, Я. А. Яковлев. — Томск: Изд-во Том. ун-та, 2009. — 542 с.
- Томские заморозки хрущевской оттепели (Сборник документов и материалов) / Ред. Ю. В. Куперт, Л. Н. Приль; Составитель Л. Н. Приль — Томск: Издательство Том. ун-та, 2010. — 302 с.
- Томская область в 1944 году: материалы по природным ресурсам и экономике / Сост. Л. Н. Приль. — Томск: Издательский дом «Д-Принт», 2014 г. — 64 с.